# Univerzitní město v Caracasu
Univerzitní město v Caracasu (španělsky Ciudad Universitaria de Caracas) je kampus jedné z největších univerzit v celé Venezuele - Universidad Central de Venezuela. Rozkládá se na ploše přes 2 km² v caracaské městské čtvrti Parroquia San Pedro. V roce 2000 bylo zapsáno na seznam světového dědictví UNESCO.
Celý stavební komplex je mistrovským dílem architekta Carlose Raúla Villanuevy. Byl vystavěn v období 1940-1960 a nese architektonické prvky Bauhausu a moderní architektury. Kromě hlavního architekta na projektu pracovalo několik přizvaných mezinárodních umělců. Jedná se o jedinečné propojení městského plánování, umění a architektury z poloviny 20. století.

## Fotogalerie

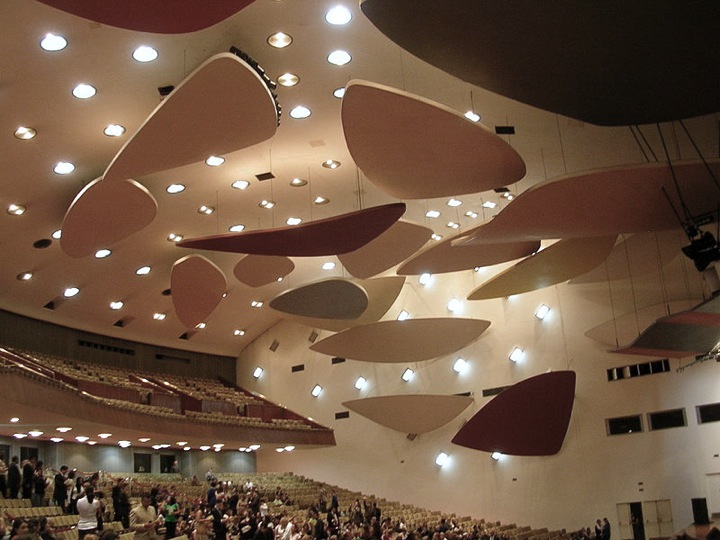
aula Magna
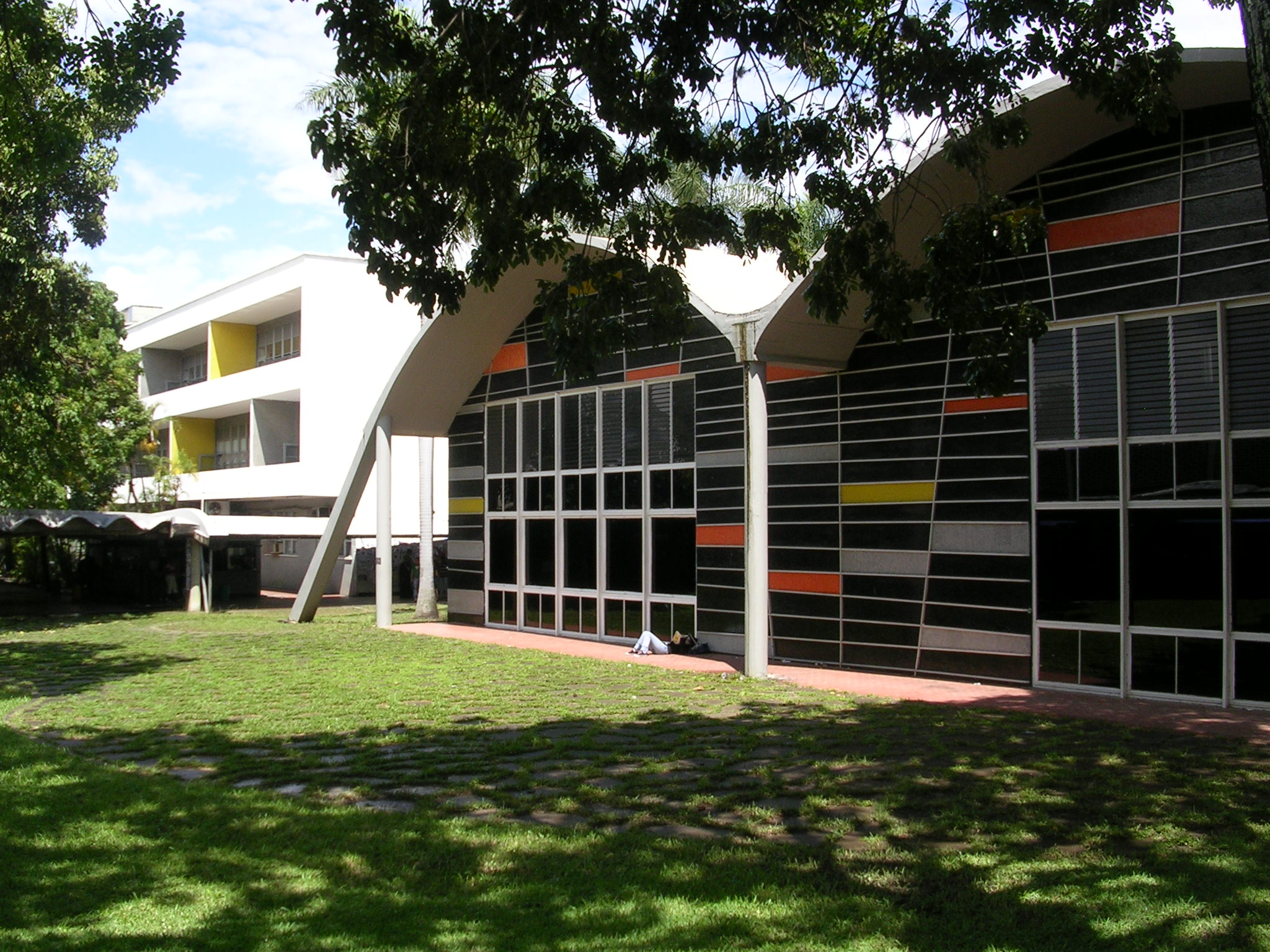
exteriér jedné z budov
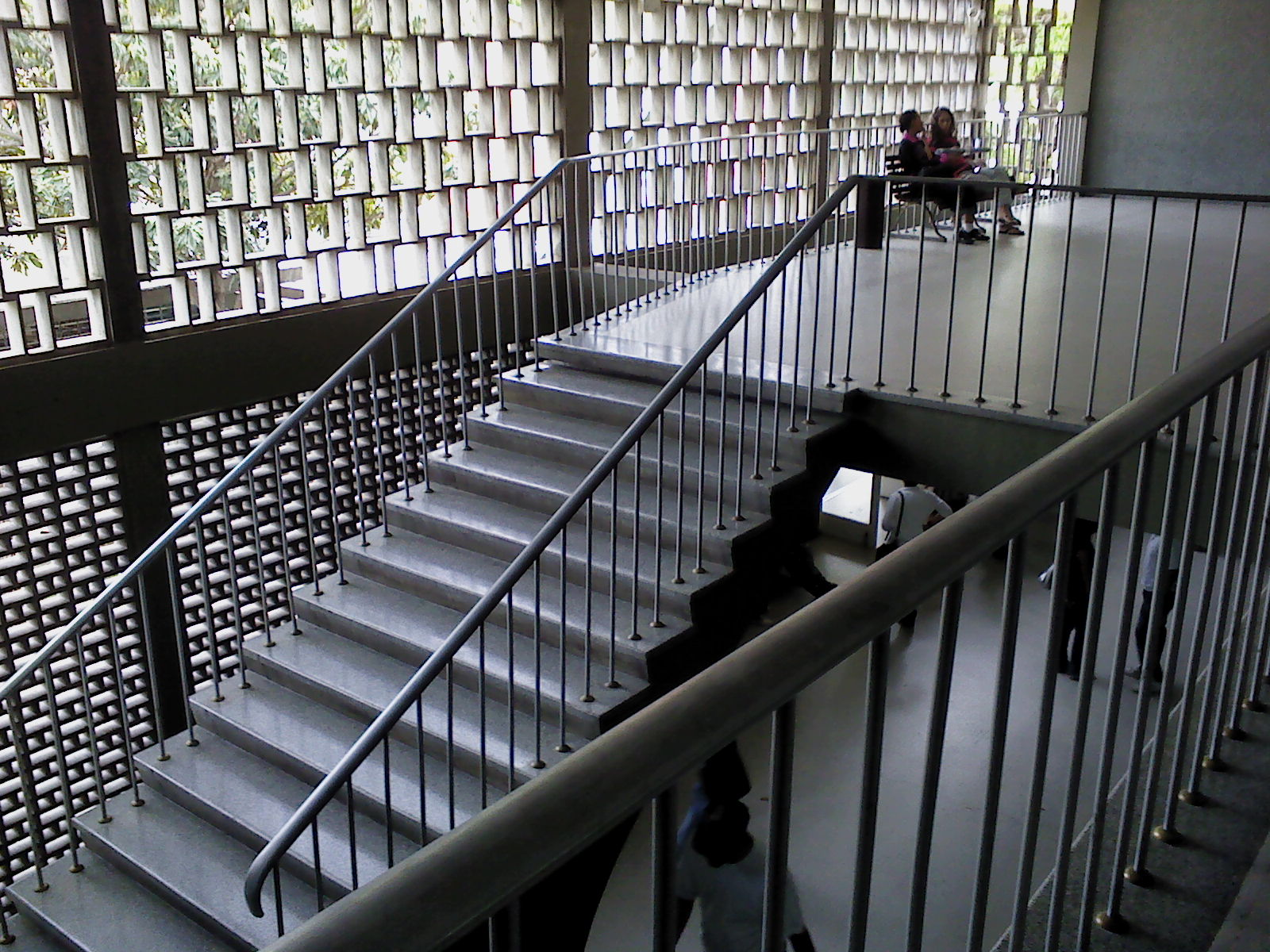
interiér jedné z budov
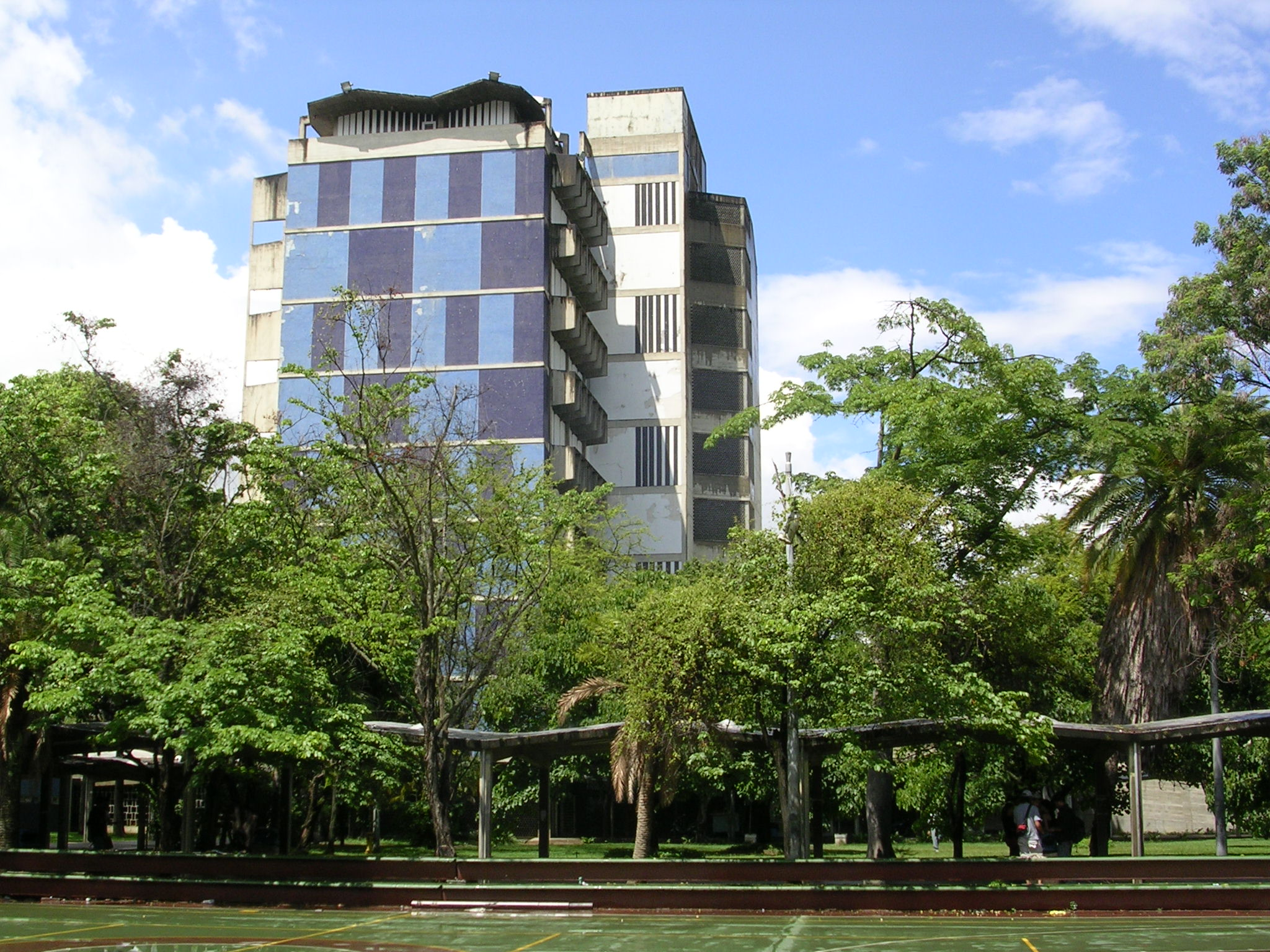
exteriér jedné z budov